# Diwan (poésie)
Pour les articles homonymes, voir Diwan et Divan.

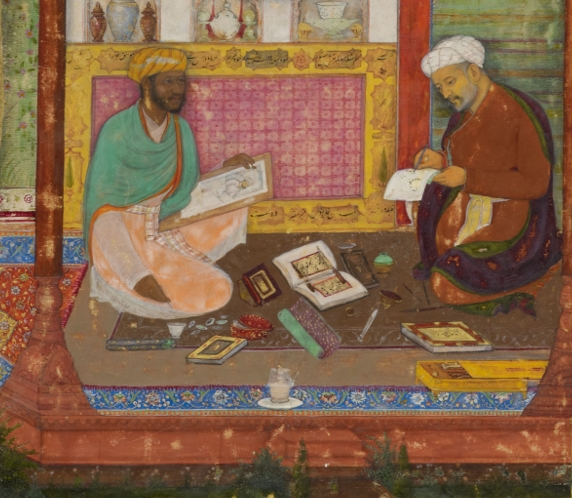
Des scribes moghols au travail, en train de recueillir des « diwans ».

Un diwan ou divan (en persan : دیوان, divân ; en arabe : ديوان, dīwān) est un recueil de poésie ou de prose dans les littératures arabe, persane, ottomane et ourdou. Néanmoins son sens précis varie considérablement selon les littératures, les zones géographiques et les époques.
Appliqué à la littérature arabe de l'époque classique, le diwân désigne principalement le recueil exhaustif de l'œuvre d'un poète, tandis qu'appliqué à la littérature persane de la même époque, le divan constitue un recueil anthologique des poèmes d'un auteur, qui n'inclut en général pas ses longs poèmes (de la forme mathnawi).
Dans la littérature ottomane, le Diwan (ou « littérature de Diwan ») désigne la littérature classique profane, où le ghazal occupe une place prépondérante, qui se développe du XIIIe siècle au XVIIIe siècle en parallèle à la littérature soufie classique et à la littérature mystique populaire.

## Étymologies et définitions
Il n'existe pas de consensus sur l'origine du mot diwan (ou divan), et plusieurs hypothèses sont avancées pour expliquer l'étymologie du terme.
Dans l'hypothèse d'une étymologie persane, divan tirerait son origine soit du mot div (en persan : دیو), « fou » ou « diable » appliqué aux secrétaires de chancellerie, soit du mot dibir, signifiant « écrivain » ou « scribe ». Passé dans la langue arabe, la racine du mot serait [ D (dâl) - Y (ye) - W (vâv) ].
Dans l'hypothèse d'une étymologie arabe, la racine du mot serait [ D (dâl) - W (wâw) - W (wâw)] et viendrait du verbe dawwana, « collecter, former un recueil, tenir un registre, un livre de dépenses ». C'est notamment l'opinion du Lisân al-'Arab, qui s'appuie sur le fait que dîwân donne dawâwîn au pluriel : on retrouve donc au pluriel les deux W (wâw) de la racine arabe, qui n'apparaissent pas au singulier.
Pour expliquer la polysémie du mot diwan (ou divan), qui signifie à la fois « recueil poétique », « registre », « livre de comptes », « bureau », « conseil d'un prince », on avance l'explication selon laquelle, lorsque les philologues arabes du VIIIe siècle entreprirent la collecte et la recension des œuvres des poètes préislamiques transmises par la tradition orale, ils nommèrent ces recueils dîwâns, par analogie aux registres et archives des divans. Ces recueils furent souvent constitués après la mort du poète, par un philologue ou un transmetteur de poésie (râwî), mais certains poètes, tels Mutanabbi, se préoccupèrent eux-mêmes de la collecte de leur œuvre et de sa mise par écrit, surtout dans le but de l'enseigner à leurs disciples et transmetteurs personnels.
Dans les langues arménienne, ourdou et turque, l'usage du mot diwan constitue un emprunt lexical. En persan, en turc et dans d'autres langues, le terme diwan a le sens du recueil de poèmes anthologique d'un seul auteur, ou de son œuvre complet. Ainsi, Diwan-e Mir voudrait dire Recueil des œuvres de Mir Taqi Mir, par exemple. La première utilisation du terme dans ce sens-là est attribué à Roudaki.
Le terme divan était utilisé dans des titres d'œuvres poétiques en français, dès 1697, mais relevait d'une utilisation rare et didactique, tandis qu'il a été ravivé par sa célèbre apparition dans le Divan occidental-oriental de Goethe (1819) qui reflète l'intérêt constant du poète pour le Moyen-Orient et en particulier pour la littérature persane.
Ce mot a également été appliqué d'une façon similaire aux collections de poésie hébraïque et de la poésie d'Al-Andalus.
Dans la plupart des manuscrits, les poèmes d'un diwan sont rangés par genre (en général avec les qaṣīdas en premier, puis les poèmes en strophes, les ḡazals, les qeṭʿas et les robāʿīs en dernier), puis, dans chaque section, les poèmes sont rangés en ordre alphabétique, à partir de la dernière lettre.

## Développements

### Dans la littérature arabe
Dans la littérature arabe classique, le diwan est le recueil exhaustif des œuvres d'un poète, et peut donc contenir des épigrammes, des distiques, parfois même des hémistiches isolés, tout comme de très longues qasidas de plus de cent vers. Quand les œuvres d'un poète font l'objet d'une collation posthume, il peut exister plusieurs versions d'un même diwan, selon les philologues qui le collectèrent et le transmirent à leurs disciples. Ainsi le diwan du poète préislamique Zuhayr, par exemple, nous est parvenu par l'intermédiaire de six traditions parallèles - et concurrentes.
L'ordre de classement des poèmes dans un diwan est laissé à la libre appréciation du compilateur et il ne semble pas exister de règles généralement admises. Certains optent pour une classification des poèmes par ordre alphabétique, d'autres par ordre alphabétique des rimes, d'autres par genres, d'autres par taille (du plus long au plus court, ou l'inverse). En revanche, la classification chronologique des poèmes au sein d'un diwan est inexistante, et rendue généralement impossible par le flou entourant la vie de l'auteur et les circonstances dans lesquels ces poèmes ont été dits. Enfin, il convient de remarquer que les diwans incluent parfois des khabar précisant les circonstances dans lesquelles un poème a été dit, et qui serait incompréhensible sans ce contexte.
À partir du XIVe siècle, avec l'essor de la nabawiyya (poésie de louange au prophète), apparaît la notion de diwan anthologique, rassemblant des œuvres consacrées à un thème particulier ; ce type de diwan anthologique (qui reste très rare) est appelé dîwân mustakill. Ce n'est qu'à partir de la Nahda au XIXe siècle que le mot diwan, tout en conservant son sens classique, adopte également le sens actuel de recueil poétique, c'est-à-dire soit au sens de recueil de poèmes composés comme un tout par le poète lui-même, soit au sens d'anthologie poétique.

### La littérature de diwan ottomane

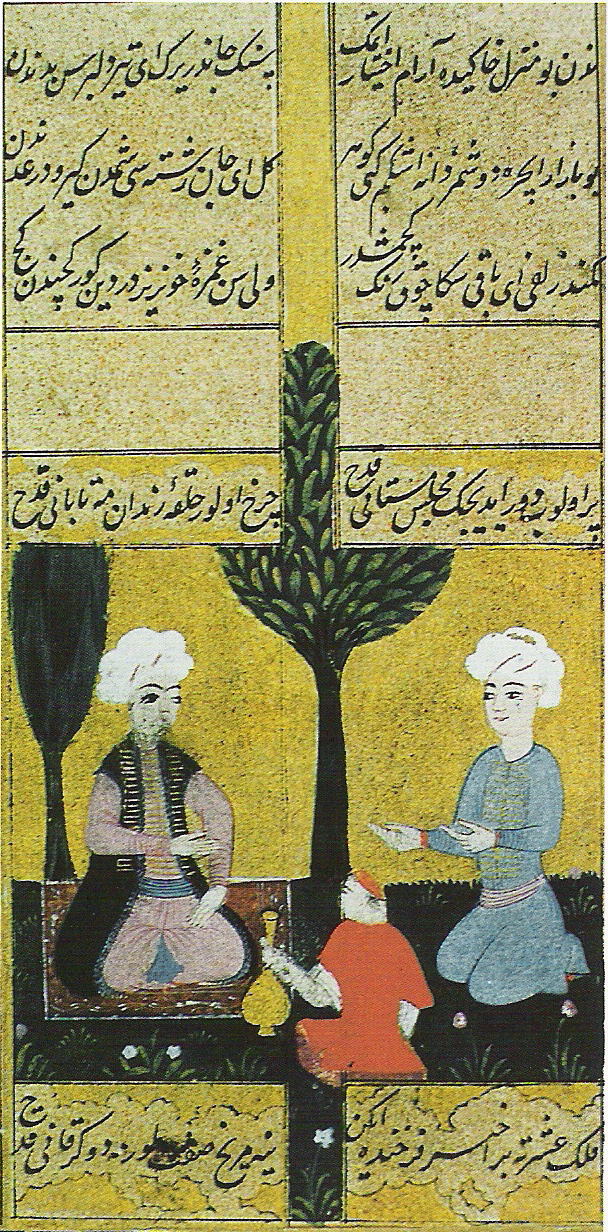
Réception dans un jardin ottoman, avec un poète, un invité et un porteur de vin. Tiré du Dîvân-ı Bâkî (XVI.

Dans la littérature ottomane, le terme diwan garde son sens de recueil anthologique de poésie et de prose, mais désigne également la littérature classique profane qui se développe à partir du XIIIe siècle, fortement inspirée du ghazal et des qasides persans. On parle alors de littérature de Diwan, par opposition à la littérature classique soufie et à la littérature mystique populaire. On parle également de littérature de ghazal pour désigner la littérature de Diwan, en raison de la place centrale qu'y occupe cette forme poétique.
La poésie diwan se caractérise donc par son caractère profane, au sens où ses sujets ne sont pas issus du fonds mystique et religieux islamique, même si le dispositif esthétique et les procédés stylistiques, hérités notamment du ghazal persan, sont profondément imprégnés par l'imagerie soufie. L'étude de la littérature du Diwan en est encore à ses débuts ; des mouvements et des périodes clairement définies n'ont pas encore été déterminées. On distingue néanmoins deux tendances dans l'histoire de la poésie diwan : d'une part un courant surchargé d'un vocabulaire directement emprunté au persan et à l'arabe, et d'autre part un courant poétique tendant à un usage de la langue turque occidentale, épurée du vocabulaire étranger,.
Dans l'histoire primitive de cette tradition, l'influence persane était donc très forte, mais était nuancée par celle de poètes tels que l'azéri Saiyid Imad-ad-din Nassimi (1369-1417) et l'ouïghour Mir Alisher Navoï (1441–1501), qui ont fortement apporté au statut poétique de la langue turque vis-à-vis de la langue persane. En partie grâce à ces apports, la poésie diwan montre lors de son apogée — du XVIe au XVIIIe siècle — un équilibre unique d'éléments persans et turcs, jusqu'à ce que l'influence persane prédomine à nouveau au début du XIXe siècle.
Malgré le manque de certitudes concernant les mouvements stylistiques et les périodes de la poésie diwan, il y a certains styles très particuliers qui sont assez clairement déterminés, qui peuvent être exemplifiés avec certains poètes :

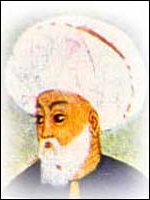
Fuzûlî (1483–1556), un poète diwan d'origine azérie.

- Fuzûlî (1483–1556) : poète unique qui a écrit avec la même adresse en turc ottoman, persan et arabe, et qui a eu une influence très importante, aussi bien dans la poésie persane que diwan ;
- Bâkî (1526–1600) : poète pourvu d'un grand pouvoir rhétorique et d'une grande subtilité linguistique, dont la capacité à utiliser les tropes de la tradition diwan est assez représentative de la poésie de l'époque de Soliman le Magnifique ;
- Nef'i (1570?–1635) : poète considéré comme le maître du kasîde (une sorte d'éloge panégyrique) ; il est également connu pour ses poèmes durement satiriques, qui ont mené à son exécution ;
- Yusuf Nabi (en) (1642–1712) : poète ayant écrit plusieurs poèmes critiques vis-à-vis de la société lors de la période de déclin de l'Empire Ottoman ;
- Nedîm (en) (1681?–1730) : poète révolutionnaire de l'Ère des tulipes, qui a insufflé dans le langage plutôt élitiste et complexe de la poésie diwan de nombreux éléments simplifiés et populaistes ;
- Şeyh Gâlib (1757-1799) : poète de l'ordre mevlevi dont l'œuvre est considéré comme l'apogée du hautement complexe « style indien » (سبك هندى sebk-i hindî)

La très grande majorité de la poésie diwan est naturellement lyrique, qu'il s'agisse des ghazals (qui constituent la majorité du répertoire de la tradition), ou des qasîdes. Il y avait, cependant, d'autres genres communs, en particulier le mesnevî, proche du roman de chevalerie, ou encore la poésie narrative ; les deux exemples les plus remarquables de ce genre sont Majnoun et Leila (ليلى و مجنون) de Fuzûlî et Hüsn ü Aşk (حسن و عشق ; « beauté et amour ») de Şeyh Gâlib.

#### Symbolisme hérité du «style indien»

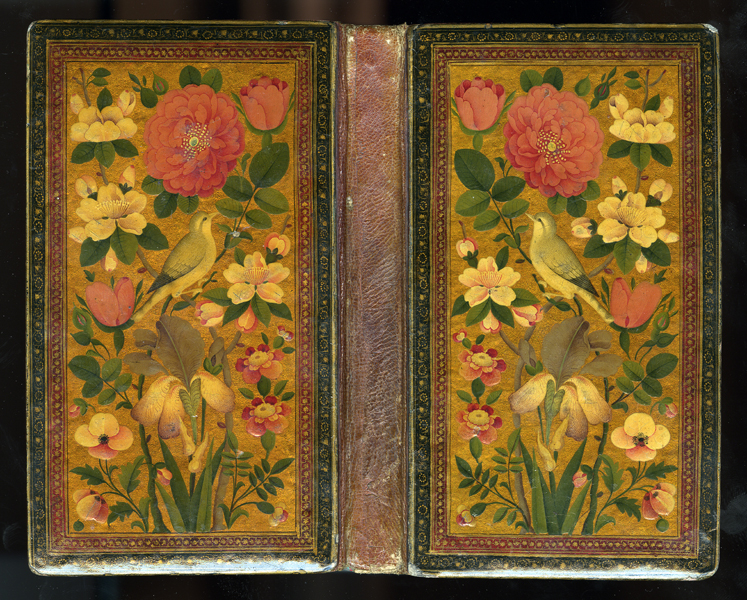
Rose et rossignol sur la reliure d'un diwan d'Hafez (Iran, 1842).

La poésie diwan ottomane était une forme d'art très ritualisée et symbolique en raison d'une imagerie soufie héritée d'un certain courant de la littérature persane, le « style indien ». La poésie ottomane hérite de ce « style indien » un dispositif symbolique à la fois riche et convenu, basé sur des symboles et des procédés conventionnels inspirés par la mystique, dont les sens et les interrelations — aussi bien de similitude (مراعات نظير mura'ât-i nazîr / تناسب tenâsüb) que d'opposition (تضاد tezâd) — étaient plus ou moins prescrits.
Des exemples de symboles prédominants qui, jusqu'à un certain point, s'opposent :
- le rossignol (بلبل bülbül) — la rose (ﮔل gül)
- le monde (جهان cihan ; عالم ‘âlem) — la roseraie (ﮔﻠﺴﺘﺎن gülistan ; ﮔﻠﺸﻦ gülşen)
- l'ascète (زاهد zâhid) — le derviche (درويش derviş)

Comme l'opposition de l'ascète au derviche le suggère, la poésie diwan — de façon très comparable à la poésie folklorique turque — est fortement influencée par la pensée soufie. L'une des caractéristiques primaires de la poésie diwan est cependant — tout comme la poésie persane avant elle — était le mélange d'un élément mystique soufi avec un élément profane voire érotique. Ainsi, l'association du « rossignol » avec la « rose » suggère simultanément deux types de relations :
- la relation entre l'amant fervent (le rossignol) et l'aimé inconstant (la rose) ;
- la relation entre l'individu pratiquant le soufisme (qui est souvent personnifié dans le soufisme par un amant) et Dieu (qui est considéré comme la source ultime et l'ultime objet d'amour).

De façon similaire, le « monde » fait à la fois référence au monde physique et à ce monde physique considéré comme la demeure de la tristesse et de la fugacité, tandis que la « roseraie » (ou jardin de roses) fait elle à la fois référence au jardin littéral et au jardin du Paradis. Le « rossignol », ou l'amant souffrant, et souvent situé — aussi bien littérairement que figurativement — dans le « monde », tandis que la « rose », ou l'aimé, est situé dans la « roseraie ».
La poésie diwan était composée d'une constante juxtaposition de plusieurs images de ce genre dans un cadre métrique strict, permettant ainsi à de nombreux sens potentiels d'émerger. Un bref exemple de ceci est la ligne suivante d'un vers, ou mısra (مصراع), du cadi et poète Hayatî Efendi du XVIIIe siècle :
« بر گل مى وار بو گلشن ﻋالمدﻪ خارسز

Bir gül mü var bu gülşen-i ‘âlemde hârsız »
— İskender Pala, Divân Şiiri Antolojisi: Dîvânü'd-Devâvîn

« Est-ce qu'une rose, dans ce monde de roseraie, manque d'épines ? »
Ici, le rossignol est seulement sous-entendu (étant le poète/amant), tandis que la rose, ou l'aimé, est montré comme étant capable d'infliger de la peine avec ses épines (خار hâr). Le monde qui en résulte, est vu comme ayant à la fois l'aspect positif (dans sa roseraie, et ainsi analogue au jardin du Paradis) et négatif (c'est une roseraie pleine d'épines, et ainsi en opposition au jardin du Paradis).

### Variation ourdoue du diwan
Dans la poésie ourdoue (en), les diwan sont également un recueil de poème, mais ils sont principalement de genre ghazal.